# Alisca circumpicta
Alisca circumpicta är en insektsart som beskrevs av Stsl 1870. Alisca circumpicta ingår i släktet Alisca och familjen Ricaniidae. Inga underarter finns listade i Catalogue of Life.